# 12567 Herreweghe
12567 Herreweghe è un asteroide della fascia principale. Fu scoperto nel 1998 da Eric Walter Elst e chiamato così in onore del direttore d'orchestra Philippe Herreweghe. Presenta un'orbita caratterizzata da un semiasse maggiore pari a 3,2127943 UA e da un'eccentricità di 0,1047684, inclinata di 2,14188° rispetto all'eclittica.